# IIII
IIII, uitgesproken op zijn Engels als Four, is een groep van vier Vlaamse zangeressen die in 2024 van start ging. 

## Biografie
Nadat Femke Schaepkens, Gloria Vogel, Lina Lasri en Marie-Emilie Cahay tussen 2020 en 2022 deelnamen aan de Vlaamse versie van The Voice Kids, werden ze in 2024 door Hans Francken samengebracht om de meidengroep IIII te vormen. 
Hun eerste single Unapologetically kwam in juni 2024 uit en haalde een notering in de Vlaamse Ultratop 50. De groep werd hiermee genomineerd voor Zomerhit 2024, maar ze haalde de finale niet. 
In de zomer van 2025 werd de groep genomineerd voor de VRT Zomerhit 2025 met het nummer Man Made World.

## Discografie

### Singles
- 2025 - Man Made World [4]

| Single met hitnotering(en) in de Vlaamse Ultratop 50 | Datum van verschijnen | Datum van binnenkomst | Hoogste positie | Aantal weken | Opmerkingen                 |
| ---------------------------------------------------- | --------------------- | --------------------- | --------------- | ------------ | --------------------------- |
| Unapologetically                                     | 2024                  | 29/06/2024            | 34              | 10           | Laatste notering 31/08/2024 |

## Optredens
- 2024 
  - Meerdere parkconcerten en muziekfestivals
  - Radio Joe - Joe Summer Island [6]
  - Qmusic - Q-Beach House [7]
  - VTM - Tien om te zien, Unapologetically
  - VRT - Zomerhit, Unapologetically